# Дорога (фільм, 1955)
«Доро́га» — радянський художній фільм 1955 року, режисера Олександра Столпера, знятий на кіностудії «Мосфільм». Прем'єра фільму відбулася 3 жовтня 1955 року.

## Сюжет
На одній з нових гірських доріг на сході СРСР через снігопади застрягли десятки машин з пасажирами й вантажами. Серед застряглих — капітан держбезпеки й «іноземний турист». Ось тільки турист насправді ворожий шпигун, який призначив зустріч своєму агентові на перевалі. Вранці, незважаючи на пургу, автоколона прямує на штурм перевалу…

## У ролях
- Андрій Попов — Сергій Гнатович Байталін, професор-геолог зі світовим ім'ям
- Віталій Доронін — Федір Іванович, командир колони автомобілів, «екстра-прима-люкс шофер»
- Микола Гриценко — Іван Олексійович, капітан держбезпеки
- Тамара Логінова — Катерина Андріївна Федорова, технік-геолог
- Лев Свердлін — Беїмбетов, уповноважений райторгу
- Віктор Авдюшко — Вася, сором'язливий телеграфіст
- Євген Матвєєв — Григорій Іванович Поліпчук, начальник дільниці геологів
- Євген Леонов — Паша Єськов, шофер
- Григорій Михайлов — Микита Іванович Рудаков, водій Байталіна
- Володимир Кенігсон — Реджинальд Снайдерс, ворожий розвідник, «він же і професор Райдінг, технік Іванов, агроном Зайцев»
- Тахір Сабіров — Тагі Мухтаров, шофер
- Павло Винников — лікар
- Микола Сергєєв — Павло Петрович Фальковський, перукар
- Борис Битюков — диригент і скрипаль
- Леонід Пархоменко — офіцер держбезпеки
- Олексій Алексєєв — майор (немає в титрах)
- Сергій Юртайкин — шофер (немає в титрах)
- Микола Гладков — диверсант (немає в титрах)
- Олена Понсова — епізод (немає в титрах)

## Знімальна група
- Режисер — Олександр Столпер
- Сценарист —  Сергій Єрмолинський
- Оператори — Леонід Крайненков, Олександр Харитонов, Григорій Айзенберг
- Композитор —  Микола Крюков
- Художник — Йосип Шпінель